# Hultschiner Ländchen

Kartenskizze mit deutschen Ortsnamen

 Das Hultschiner Ländchen (tschechisch Hlučínsko, polnisch kraik hulczyński, auch ziemia hulczyńska) ist ein Teil der Region Schlesien in Tschechien. Benannt ist das im Nordosten des Landes an der Grenze zu Polen gelegene Gebiet nach der Stadt Hlučín (Hultschin), dem größten Ort der Region. Trotz des Steinkohlevorkommens im östlichen Teil am Landek (Landeck) bei Petrzkowitz (1939 bis 1945 Petershofen, heute Ostrava-Petřkovice) ist das 286 km² große Gebiet nie wirtschaftlich bedeutend gewesen. Die höchste Erhebung ist der Hřib (Pilz; 321 m. n. m.) bei Bobrovníky.

## Geschichte
Das Hultschiner Ländchen ist seit der Jungsteinzeit bewohnt. Im 9. bis 11. Jahrhundert wurde es von mährischen Slawen besiedelt. Im 13. bis 14. Jahrhundert erfolgte die deutsche Besiedlung und die Umsetzung deutschen Rechts für die slawischen Siedlungen. Das Hultschiner Ländchen war seit der Trennung von der Markgrafschaft Mähren am Ende des 14. Jahrhunderts Teil des Herzogtums Troppau, das zur Krone Böhmen gehörte. Jedoch gehörten die örtlichen römisch-katholischen Pfarreien bis zum 20. Jahrhundert zum Bistum Olmütz und nicht zum Bistum Breslau. Nach den Hussitenkriegen und dem Dreißigjährigen Krieg kam es zu einer Verarmung des Gebietes. Im Schlesischen Krieg verlor Österreich 1742 das Hultschiner Ländchen an Preußen. Es wurde ein Teil der preußischen Provinz Schlesien. Ab dem 1. Mai 1816 gehörte es zum neu eingerichteten Regierungsbezirk Oppeln, Kreis Ratibor.

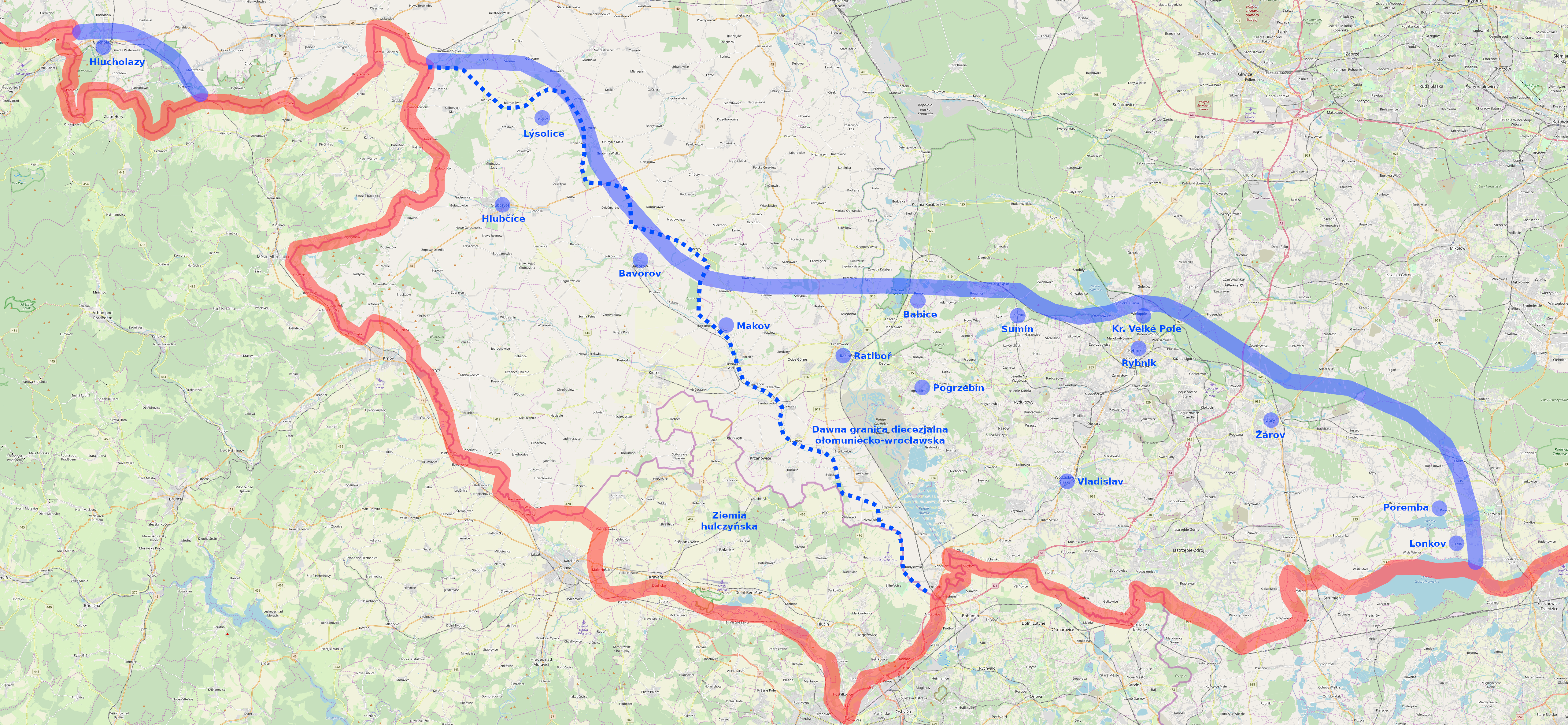
Tschechoslowakische Forderungen bei der Pariser Friedenskonferenz 1919

Aufgrund von Forderungen der Tschechoslowakei (anfänglich von Ziegenhals im Westen bis Pless im Osten, einschließlich Ratibor) wurde im Artikel 83 des Versailler Vertrages von 1919 („Deutschland verzichtet zugunsten der Tschechoslowakei auf das Hultschiner Ländchen“) das Gebiet mit Inkrafttreten des Vertrages am 10. Januar 1920 ohne Volksabstimmung der Tschechoslowakei zugeschlagen. Vorher hatten sich im Rahmen einer freiwilligen Volksbefragung 93,7 % der 48.446 Stimmberechtigten für einen weiteren Verbleib bei Deutschland ausgesprochen.
Das Gebiet wurde von den deutschen Behörden bis zum 4. Februar 1920 geräumt und anschließend von tschechoslowakischen Truppen besetzt. Unklar blieb die Zugehörigkeit der Landgemeinden und Gutsbezirke Sandau, Haatsch und Owschütz, die aufgrund ungenauer Grenzfestlegung vorläufig der Interalliierten Kommission für Oberschlesien unterstellt wurden, aber nicht an der Volksabstimmung in Oberschlesien teilnehmen durften.
Die endgültige Grenzfestsetzung sah 1924 noch geringfügige Abweichungen vor.
Der Abtausch der Landgemeinden und Gutsbezirke Haatsch und Sandau gegen die Kolonie Rakowiec der Landgemeinde Schillersdorf und das Vorwerk Lichtenhof des Gutsbezirks Rohow wurde vom Grenzausschuss am 19. Dezember 1922 beschlossen und durch Note der Botschafterkonferenz vom 23. Januar 1923 bestätigt. Lichtenhof und Rakowiec wurden am 8. März 1923 von Preußen übernommen, Haatsch und Sandau am 16. März 1923 von der Tschechoslowakei. Auf der deutschen Seite der Grenze blieben mehrere mährischsprachige Orte wie die Städtchen Kranowitz und Bauerwitz oder die Dörfer Krastillau, Steuberwitz und Borutin.
Damit hatten insgesamt 68 kommunale Einheiten, nämlich eine Stadtgemeinde, 37 Landgemeinden und 30 Gutsbezirke, ihre Staatszugehörigkeit gewechselt. Fortan gehörte das Hultschiner Ländchen als politischer Bezirk Hlučín zur Tschechoslowakei.
Im Herbst 1923 erhielten die deutschen Parteien bei den ersten tschechoslowakischen Kommunalwahlen im Hultschiner Ländchen insgesamt 76,4 % der Stimmen.
Nach dem Münchener Abkommen vom 29. September 1938 wurde das Hultschiner Ländchen am 1. Oktober 1938 von deutschen Truppen besetzt. Der politische Bezirk Hlučín trug fortan wieder die deutsche Bezeichnung. Er umfasste den Gerichtsbezirk Hultschin und führte seit dem 20. November 1938 die Bezeichnung Landkreis. Er unterstand bis zu diesem Tage dem Oberbefehlshaber des Heeres, Generaloberst von Brauchitsch, als Militärverwaltungschef.
Am Tag darauf wurde der Landkreis Hultschin als Teil des Verwaltungsbezirks der Sudetendeutschen Gebiete unter dem Reichskommissar Konrad Henlein förmlich in das Deutsche Reich eingegliedert. 
Ab 15. April 1939 galt das „Gesetz über den Aufbau der Verwaltung im Reichsgau Sudetenland“ (Sudetengaugesetz). Danach trat der Landkreis Hultschin nicht zum neuen Reichsgau Sudetenland, sondern kam an den Landkreis Ratibor in der preußischen Provinz Schlesien (ab 1941: Oberschlesien) zurück.
1945 ging das Gebiet erneut an die Tschechoslowakei. Die Bevölkerung wurde von den tschechoslowakischen Behörden als tschechisch eingestuft, was den Anspruch der ČSR auf das Gebiet bereits 1920 rechtfertigen sollte. Tatsächlich war die Muttersprache der meisten Hultschiner eine slawische Mundart, die deren Sprecher allerdings als „mährisch“ bezeichneten, und welche, linguistisch betrachtet, in die Gruppe der lachischen Dialekte gehört. Jedenfalls blieben die Hultschiner von einer Vertreibung en bloc verschont. Zwangsweise ausgesiedelt wurde nur eine relativ kleine Anzahl von Menschen, meist reichs- oder sudetendeutsche Zuwanderer und einige monolinguale Familien. Ähnlich wie die Polendeutschen sind autochthone Bewohner des Hultschiner Ländchens Statusdeutsche. In der Region sind auch deutsche Minderheitenverbände aktiv, so beispielsweise in Deutsch-Krawarn, Bolatitz und in der Stadt Hultschin selbst. Wirtschaftlich ist die Region an das industrielle Ballungsgebiet um Ostrau angebunden und kulturell durchaus tschechisch assimiliert, verwandtschaftliche und berufliche Bindungen an die Bundesrepublik Deutschland sind aber fast in jeder Familie die Regel. Kontakte mit dem geographisch sowie historisch naheliegenden polnischen Oberschlesien kommen trotz einiger kultureller Partnerschaften und des kleinen Grenzverkehrs eher selten vor, wohl aufgrund des ländlichen Charakters der benachbarten Ratiborer Gegend.

## Heutiger tschechischer Dialekt
Im heutigen tschechischen Dialekt haben sich durch den Sprachkontakt mit dem Deutschen zahlreiche Lehnwörter erhalten, die nur hier vorkommen, wie etwa „Feuer“, „Deckel“, „basteln“, „Haus“, „Spiegel“, „Glasschrank“ oder „Kartoffelsalat“.

## Ortschaften
Die 38 ursprünglichen Städte und Gemeinden des Hultschiner Ländchens sind in der Tabelle wiedergegeben:

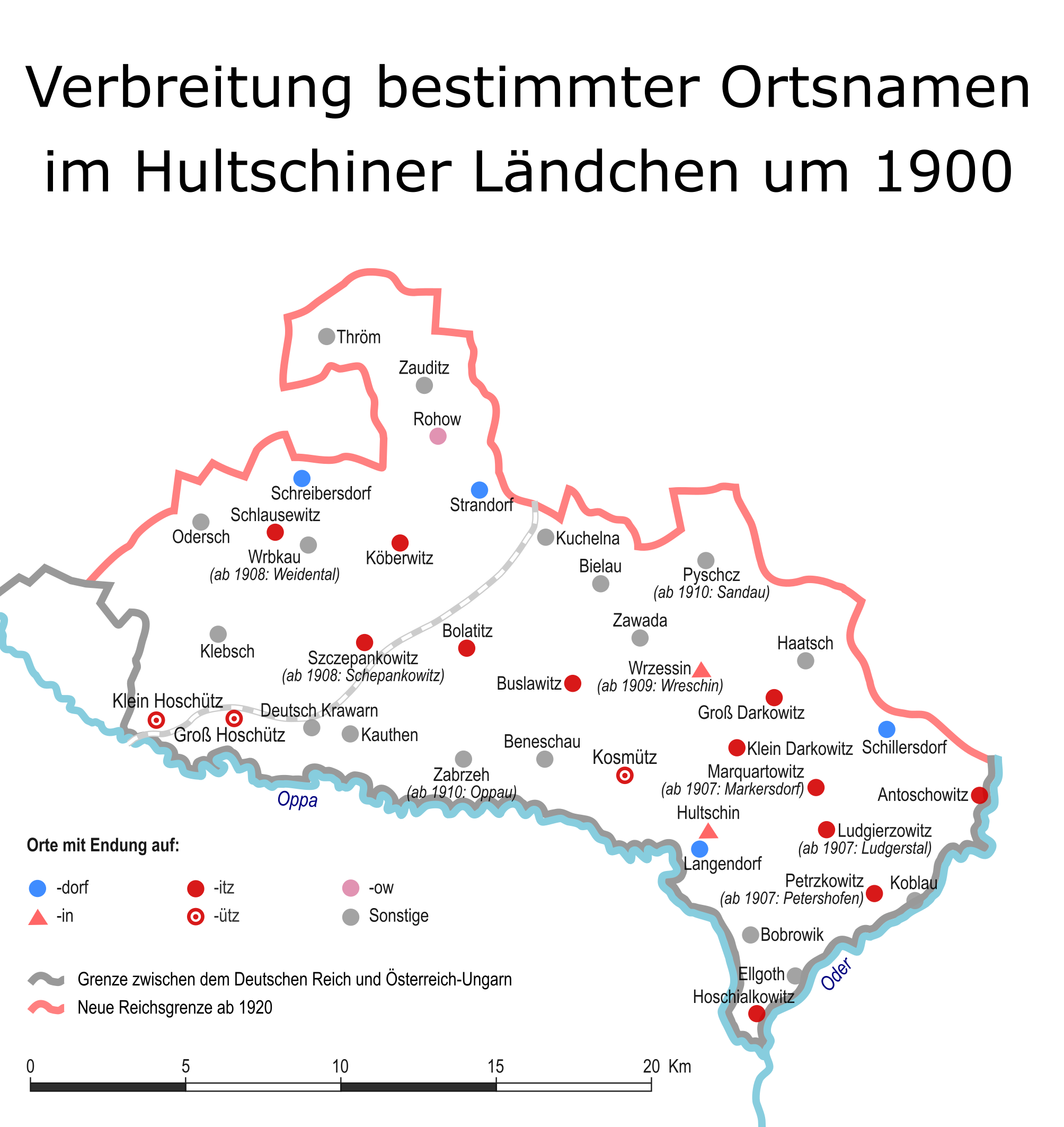
Das Hultschiner Ländchen mit seinen deutschen Ortsnamen.

| Heutiger Name (tschechisch) | deutsch                                                                           | polnisch                           | Wappen |
| --------------------------- | --------------------------------------------------------------------------------- | ---------------------------------- | ------ |
| Antošovice                  | Antoschowitz                                                                      | Antoszowice                        |        |
| Bělá                        | Bielau, älter auch Belau (1349)                                                   | Biała                              |        |
| Bobrovníky                  | Bobrownik, älter auch Bobernig (1377)                                             | Bobrowniki                         |        |
| Bohuslavice                 | Buslawitz                                                                         | Bugusławice                        |        |
| Bolatice                    | Bolatitz, älter auch Poletitz (1349)                                              | Bolacice                           |        |
| Darkovice                   | Groß Darkowitz, älter auch Darcendorf (1265), Tarken (1349)                       | Darkowice                          |        |
| Darkovičky                  | Klein Darkowitz, älter auch Dorken (1377)                                         | Darkowice Małe, Darkowiczki        |        |
| Dolní Benešov               | Beneschau                                                                         | Beneszów                           |        |
| Hať                         | Haatsch, als lat. villa Siffridi (Siegfriedsdorf) 1349 erstmals erwähnt.          | Gać                                |        |
| Hlučín                      | Hultschin, älter auch Hulschin (1303), Hultzen (1385)                             | Hluczyn, Hulczyn                   |        |
| Hněvošice                   | Schreibersdorf, älter auch Schreiberdorf (1349)                                   | Gniewoszyce                        |        |
| Hošťálkovice                | Hoschialkowitz, auch Hoschalkowitz                                                | Hoszczałkowice                     |        |
| Chlebičov                   | Klebsch                                                                           | Chlebiczów                         |        |
| Chuchelná                   | Kuchelna, älter auch Kocheln (1425)                                               | Kuchelna                           |        |
| Kobeřice                    | Köberwitz                                                                         | Kobierzyce                         |        |
| Koblov                      | Koblau                                                                            | Koblów                             |        |
| Kouty                       | Kauthen                                                                           | Kąty                               |        |
| Kozmice                     | Kosmütz                                                                           | Koźmice                            |        |
| Kravaře                     | Deutsch Krawarn                                                                   | Krawarz                            |        |
| Lhotka                      | Ellguth-Hultschin, Ellgoth-Hultschin                                              | Ligotka                            |        |
| Ludgeřovice                 | Ludgierzowitz, ab 1907 Ludgerstal                                                 | Ludgierzowice                      |        |
| Malé Hoštice                | Kleinhoschütz                                                                     | Goszczyce Małe, Małe Hoszyce       |        |
| Markvartovice               | Marquartowitz, ab 1907 Markersdorf, älter auch Margwartsdorf (1377)               | Markwartowice                      |        |
| Oldřišov                    | Odersch, älter auch Oderschau (1349)                                              | Oldrzyszów                         |        |
| Petřkovice                  | Petrzkowitz, ab 1907 Petershofen                                                  | Pietrzkowice                       |        |
| Píšť                        | Pyschcz, ab 1910 Sandau                                                           | Piszcz                             |        |
| Rohov                       | Rohow, älter auch Rogau (1347)                                                    | Rogów                              |        |
| Služovice                   | Schlausewitz, auch Schlusewitz                                                    | Służowice                          |        |
| Strahovice                  | Strandorf                                                                         | Strachowice                        |        |
| Sudice                      | Zauditz                                                                           | Sudzice                            |        |
| Šilheřovice                 | Schillersdorf, älter auch Scholasdorf (1377)                                      | Szylerzowice                       |        |
| Štěpánkovice                | Szczepankowitz, ab 1908 Schepankowitz                                             | Szczepankowice                     |        |
| Třebom                      | Thröm                                                                             | Trzebom                            |        |
| Velké Hoštice               | Großhoschütz                                                                      | Goszczyce Wielkie, Wielkie Hoszyce |        |
| Vrbka                       | Wrbkau, ab 1908 Weidental, erstmals 1349 unter dem Namen Wiperc (Wiberg) erwähnt. | Wierzbka                           |        |
| Vřesina                     | Wrzessin, älter auch Brissein (1349)                                              | Wrzesin                            |        |
| Zábřeh                      | Zabrzeh, ab 1910 Oppau                                                            | Zabrzeg                            |        |
| Závada                      | Zawada-Beneschau                                                                  | Zawada                             |        |

## Gutsbezirke
Außerdem die 30 Gutsbezirke Beneschau, Bielau, Buslawitz, Deutsch Krawarn, Groß Darkowitz, Groß Hoschütz, Haatsch, Hoschialkowitz, Hultschin Schloß, Klein Darkowitz, Klein Hoschütz von Gellhorn, Klein Hoschütz Kommende, Köberwitz, Kosmütz, Ludgerstal, Markersdorf, Odersch, Oppau, Rohow, Schepankowitz, Schillersdorf, Schlausewitz, Schreibersdorf, Strandorf, Weidental, Wrzessin, Zawada-Beneschau, die nach der Einverleibung in die Tschechoslowakei aufgehoben wurden.

## Persönlichkeiten
- Christian Hirschmentzl (1638–1703), Schriftsteller, Historiker
- Cyprián Lelek (1812–1883), Theologe, Abgeordneter der Frankfurter Nationalversammlung
- Johannes Janda (1827–1875), Bildhauer des Klassizismus
- Johannes Bochenek (1831–1909), Maler
- Adolf Kaschny (1881–1951), deutscher Politiker
- Paul Blaschke (1885–1969), Theologe und Kirchenmusiker
- Paul Billik (1891–1926), Jagdflieger und Pilot
- Ludmila Hořká (1892–1966), Schriftstellerin
- August Scholtis (1901–1969), Schriftsteller und Journalist
- Karl Düsterberg (1917–2014), Kampfpilot und Unternehmer
- Alois Hadamczik (* 1952), Eishockeytrainer